# Ann-Elen Skjelbreid
Ann-Elen Skjelbreid, née le 13 septembre 1971, est une biathlète norvégienne. Deux fois médaillée en relais aux Jeux olympiques (bronze en 1998 et argent en 2002), elle a obtenu six deuxièmes places en Coupe du monde dont un titre de vice-championne du monde de sprint en 1996. Elle est la sœur de Liv Grete Poirée et s'est mariée avec le biathlète Egil Gjelland.

## Biographie
En 1991, elle est championne du monde junior de sprint. En 1992, elle effectue sa première saison dans la Coupe du monde. Elle est absente du circuit mondial l'hiver suivant, mais revient à tant pour l'hiver 1993-1994, où elle monte sur ses premiers podiums avec l'équipe norvégienne. À Antholz, elle est deuxième du relais et aux Championnats du monde, médaillée d'argent à la course par équipes. Aux Jeux olympiques de Lillehammer, en Norvège, elle est 17e du sprint et quatrième du relais. En 1995, elle devient championne du monde dans la course par équipes avec Elin Kristiansen, Annette Sikveland et Gunn Margit Andreassen et est médaillée de bronze du relais. Elle obtient son premier top dix individuel en Coupe du monde plus tard à Lillehammer, où elle est septième. En 1996, elle monte finalement sur son premier podium individuel en se classant deuxième de l'individuel d'Osrblie, puis devient vice-championne du monde du sprint derrière la Russe Olga Romasko. En 1997, elle est de nouveau championne du monde par équipes.
Aux Jeux olympiques d'hiver de 1998, elle est n'obtient aucun top trente individuellement, mais remporte la médaille de bronze avec sa sœur Liv Grete sur le relais. Lors de l'édition 2002, elle obtient cette fois la médaille d'argent dans cette discipline. Elle prolonge sa carrière sportive jusqu'en 2004.
Elle fait partie d'une grande famille du biathlon, sa sœur Liv Grete, s'étant mariée avec Raphaël Poirée, avec sa cousine Liv Kjersti Eikeland et son époux Egil Gjelland.

## Palmarès

### Jeux olympiques
| Épreuve / Édition                   | Individuel | Sprint | Poursuite                        | Relais                              |
| Jeux olympiques 1994 Lillehammer    | -          | 17e    | Épreuve inexistante à cette date | 4e                                  |
| Jeux olympiques 1998 Nagano         | 34e        | 37e    | Épreuve inexistante à cette date | Médaille de bronze, Jeux olympiques |
| Jeux olympiques 2002 Salt Lake City | 22e        | 38e    | 39e                              | Médaille d'argent, Jeux olympiques  |

Légende :
- : première place, médaille d'or
- : deuxième place, médaille d'argent
- : troisième place, médaille de bronze
- : pas d'épreuve
- — : Non disputée par Skjelbreid

### Championnats du monde
| Mondiaux \ Épreuve       | individuel     | Sprint                   | Poursuite                        | Départ en masse                  | Relais                    | Course par équipes               |
| 1994 Canmore             | JO Lillehammer | JO Lillehammer           | Épreuve inexistante à cette date | Épreuve inexistante à cette date | JO Lillehammer            | Médaille d'argent, monde         |
| 1995 Antholz-Anterselva  | 13e            | 28e                      | Épreuve inexistante à cette date | Épreuve inexistante à cette date | Médaille de bronze, monde | Médaille d'or, monde             |
| 1996 Ruhpolding          | 31e            | Médaille d'argent, monde | Épreuve inexistante à cette date | Épreuve inexistante à cette date | 4e                        | 12e                              |
| 1997 Osrblie             | 71e            | -                        | -                                | Épreuve inexistante à cette date | Médaille d'argent, monde  | Médaille d'or, monde             |
| 1998 Pokljuka Hochfilzen | JO Nagano      | JO Nagano                | 6e                               | Épreuve inexistante à cette date | JO Nagano                 | Médaille d'argent, monde         |
| 1999 Kontiolahti Oslo    | 32e            | 8e                       | 12e                              | 13e                              | 4e                        | Épreuve inexistante à cette date |
| 2000 Oslo                | 39e            | 16e                      | 16e                              | -                                | 5e                        | Épreuve inexistante à cette date |
| 2001 Pokljuka            | 41e            | 10e                      | 9e                               | 13e                              | 4e                        | Épreuve inexistante à cette date |
| 2003 Khanty-Mansiïsk     | 31e            | 42e                      | 40e                              | -                                | 8e                        | Épreuve inexistante à cette date |
| 2004 Oberhof             | 33e            | -                        | -                                | -                                | -                         | Épreuve inexistante à cette date |

Légende :

 : première place, médaille d'or

 : deuxième place, médaille d'argent

 : troisième place, médaille de bronze

 : épreuve inexistante à cette date

— : pas de participation à cette épreuve

### Coupe du monde
- Meilleur classement général : 9e en 1998.
- 6 podiums individuels[2] : 6 deuxièmes places.
- 5 victoires en relais.

#### Classements annuels
| Année | Classement général final |
| 1992  | 50e                      |
| 1994  | 29e                      |
| 1995  | 13e                      |
| 1996  | 27e                      |
| 1997  | 9e                       |
| 1998  | 10e                      |
| 1999  | 3e                       |
| 2000  | 34e                      |
| 2001  | 20e                      |
| 2002  | 56e                      |
| 2003  | 49e                      |
| 2004  | 53e                      |